# Bodenstein (Nittenau)
Bodenstein ist ein östlich gelegener Ortsteil der Stadt Nittenau in der Oberpfalz.

## Geschichte
Bodenstein war eine offene Hofmark mit niederer Gerichtsbarkeit. Sie hatte, ähnlich wie Stockenfels/Fischbach, zwei Sitze: Michelsberg (Nittenau) und Schloss Bodenstein. Der erste Sitz war die heute völlig verschwundene Burg Michelsberg, auf einem zungenförmigen Vorsprung ins Regental nordöstlich von Bodenstein gelegen. Die Burg Michelsberg war der Stammsitz des Geschlechtes der Michelsberger, deren Stammbaum ebenso weit zurückzuführen ist wie der der Hofer. Schon um 1160 erscheint ein Fridericus de monte s. Michaelis bzw. Friedrich Michlsperger urkundlich im Zusammenhang mit Kloster Prüfening.
Die Michelsberger waren bambergische Ministralien auf Nittenauer Gebiet, was aus ihrer Stellung in den Zeugenreihen erschlossen werden kann. Hartwig von dem Michelsberg, dessen Vater Christian 1177 und 1194 genannt wird, ist vor 1205 als Laienbruder in das Kloster Reichenbach eingetreten, in dessen Urkunden die Michelsberger zu dieser Zeit fast ausschließlich erscheinen. Albrecht der Michelsberger hatte um 1240 heftige Auseinandersetzungen mit Reichenbach um Besitzungen und Rechte. Seine Söhne Otto und Christian waren bedeutende Vertreter ihres Geschlechtes. Vor allem Christian muss eine bekannte Persönlichkeit gewesen sein. Er wird von 1352 bis 1388 in vielen Urkunden als Bürge und Zeuge genannt. Mit Eberhard dem Hofer zu Neuhaus und mit den Hofer von Lobenstein war er befreundet. 1364 nennt sich Christian zum „ze dem Podenstein“, das heißt, dass er die Burg Bodenstein errichtete und daselbst lebte. Ab dieser Zeit nennen sich die Michelsberger oft von Bodenstein. Der Grund dieses Umzugs ist unbekannt. Möglicherweise spielten Erbauseinandersetzungen eine Rolle.
Mit Peter Michelsberger zum Bodenstein, Christians Enkel, starb das Geschlecht im Mannesstamme 1424 aus. Da seine Tochter einen Nothafft geheiratet hatte, übernahm eine Linie dieses Geschlechtes Bodenstein und nannte sich nun Nothafft von Bodenstein. Sie besaß die Hofmark bis 1539. Die Burg Michelsberg war schon zu Anfang des 15. Jahrhunderts verfallen. Ihr Begräbnis hatten die Michelsberger in der Vorkirche der Reichenbacher Klosterkirche.
Die Besitzer von Bodenstein wechselten ab dem 16. Jahrhundert häufig. Bemerkenswert ist, dass sogar der Erzbischof und Kurfürst von Köln die Hofmark innehatte, wenn auch nur für kurze Zeit (1. Dezember 1628 bis 30. August 1629). Auch der berühmte Reitergeneral im Dreißigjährigen Krieg, Johann van Werth, war von 1637 bis 1647 Herr der Hofmark, die ihm Kurfürst Maximilian I. für seine Dienste geschenkt hatte. 1674 kam Bodenstein durch Heirat an Georg Raith, den damals reichsten Bürger von Nittenau. Dieser wurde 1699 sogar geadelt und nannte sich nun Raith von Raithenstein. In seiner Familie blieb die Hofmark bis 1774. 1807 schließlich wurde die Niedergerichtsbarkeit dem Landgericht Wetterfeld einverleibt und Bodenstein war nun keine Hofmark mehr.
Da Bodenstein eine offene Hofmark war, kann die räumliche Ausdehnung nicht angegeben werden, sondern nur die Orte, in denen Untertanen dem Hofmarksherren unterstanden; in einigen dieser Orte lebten auch Grundhörige, die einem anderen Herren untertan waren.
Ende des 18. Jahrhunderts umfasste die Hofmark Bodenstein 54 Anwesen in 18 Ortschaften, von denen einige abgegangen sind. Der größte Ort war Bodenstein selbst mit 24 Anwesen, gefolgt von Diepenried mit acht und Michelsberg mit sieben Anwesen. Die übrigen Orte waren Asang (vier Anwesen), Treidling (drei Anwesen) und Muckenbach (3 Anwesen). In Fichtenhof, Heinzelmühl, Roneck, St. Martin, Schönberg, Steinhof, Steinmühl und Wiedenhof lag je ein Anwesen der Hofmarkherrschaft. Mühlen standen in Heinzlmühl und Bodenmühle.
Zur Herrschaft gehörten das Schloss, das Hofgebäude, das Jägerhaus, das Brauhaus und das Amtshaus. An Gewerbebetreibenden lebten in Bodenstein ein Wirt, ein Bader, ein Hufschmied, ein Bräu und ein Schuhmacher.
Am 1. Juli 1971 wurde Bodenstein in die Stadt Nittenau eingegliedert. Der Ort hatte 2009 298 Einwohner.